# Фардуст, Хоссейн
Хоссейн Фардуст (перс.  حسین فردوست‎; 21 февраля 1917, Тегеран — 18 мая 1987, Тегеран) — генерал (Arteshbod) иранских вооружённых сил, видный деятель шахских спецслужб.
Фардуст был близким другом и доверенным лицом шаха Мохаммеда Реза Пехлеви, заместителя директора САВАК и главой «шахской инспекции».  После свержения монархии, Революционный совет попросил его создать новую организацию разведки («САВАМА»), позднее переименованную в ВЕВАК, и занять пост ее первого директора.

## Биография
Хоссейн родился в 1917 году в Тегеране. Его отец служил в национальной жандармерии в звании сержанта.
В возрасте восьми лет он начал посещать начальную школу, которая готовила военных детей к дальнейшей карьере в армии. Когда Реза Шах решил организовать школьный класс на территории дворца, в котором должны были учиться его сын Мохаммед Реза, Хоссейн Фардуст был выбран в качестве одного из одноклассников наследного принца. Мохаммед Реза и Хоссейн быстро подружились, и с 1931 года Хоссейн Фардуст, будучи близким школьным другом молодого принца, вместе с ним посещал швейцарскую школу «Ле Розе» («Le Rosey»). Все школьные и другие расходы на себя взяло правительство. Через пять лет Хоссейн и Мохаммед Реза вернулись в Иран.
По возвращении в Иран Хоссейн поступил в академию офицеров иранской армии и снова начал посещать тот же класс, что и Мохаммед Реза Пехлеви. Жизнь Хоссейна Фардуста полностью изменилась, когда Мохаммед Реза Пехлеви занял престол после отречения его отца в 1941 г. Фардуст, как позже подтвердил сам шах, пользовался его полным доверием.
По окончании школы Фардуст занимал в Тегеране различные малозначимые посты. Некоторое время Фардуст преподавал в Военной академии Тегерана, в которой учился шах.

### Карьера в спецслужбах
Когда в 1957 г. при помощи американской ЦРУ и израильской Моссад был основан САВАК, шах решил создать координационный офис секретных служб Ирана. В 1958 году шах направил Фардуста в Лондон на стажировку при Специальном бюро («Bureau Special»), роль которого заключалась в подготовке ежедневных докладов объёмом 2-4 страницы и представлении их королеве и премьер-министру с целью информирования обо всех политически и экономически важных международных событиях. Возвратившись в Иран, Фардуст создаёт одноимённое бюро («Daftar-e Vijeh») по британской модели. Для работы в бюро он отобрал своих коллег по службе в армии. В будущем именно эти офицеры заняли ряд высоких и важных постов в иранских спецслужбах.
В данный офис поступали все секретные отчеты, оценивались и после докладывались шаху. Позднее координационный офис был переделан в другой контрольный орган – «шахскую инспекцию», организацию, насчитывавшая чуть менее 200 сотрудников, и которая была подотчетна только шаху и имела возможность получать все документы и информацию о каждом чиновнике.Gérard de Villiers. Фардуст занимал эту позицию до свержения шаха. 
Также, «Daftar-e Vijeh» несло ответственность за контроль над деятельностью САВАК и военной разведки.
«Шахская инспекция» рассматривала жалобы общественности на правительственных чиновников и агентства. В первый год работы офис «получил 52 000 жалоб и уволил 424 чиновника». В 1962 году премьер-министр Али Амини распустил организацию во время сокращении в аппарате правительства, но он был восстановлен в 1968 году специальным законом шаха.  «Шахская инспекция» была упразднена после исламской революции, но позднее была восстановлена как «Исламская инспекционная организация».
В 1961 году, оставаясь главой бюро, генерал Фардуст становится вторым человеком в САВАК. Начиная с 1972 года Фардуст совмещает обе позиции с функцией директора «Имперской инспекции».
Являясь главой сразу трёх секретных организаций, генерал Фардуст тем самым имел общий контроль над всеми разведывательными и контрразведывательными службами и полицией Ирана.

### КГБ СССР и Хоссейн Фардуст
Когда Мохаммед Мосаддык стал премьер-министром Ирана (апрель 1951 г.), Фардуст был одним из первых, кто покинул Иран под давлением Мосаддыка. Он отправился в Париж и начал изучать право. В Париже Фардуст обратился к иранскому торговцу коврами по имени Сабери и попросил его одолжить деньги для финансирования своего пребывания во Франции. Сабери был связующим звеном для иранцев, оказавшихся во Франции и щедро помогавший им деньгами. Фардуст также одолжил деньги у Сабери и вскоре подружился с ним. Как оказалось позже, Сабери работал на КГБ СССР. Если верить информации, которая была распространена после революции и касалась "работы Фардуста на КГБ", то скорее всего именно Сабери и завербовал его.
После свержения правительства Мосаддыка, Х. Фардуст вернулся в Иран и вновь стал доверенным лицом шаха. Премьер-министр Фазлолла Захеди получил достоверный отчет иранской военной разведки о том, что Фардуст работал с иностранными спецслужбами. Генерал Захеди представил отчет шаху, который крайне негативно отреагировал на данный отчет и пожаловался на правительство, которое пренебрежительно относится к его личному другу.
Пост директора «Daftar-e Vijeh», позволил Фардусту стать конечным держателем необработанной разведывательной информации, который затем преподносили шаху. По признанию Фардуста, он записывал все разведданные, полученные из источников САВАК, военной разведки и т.д., с помощью карандаша, что позволяло ему манипулировать и изменять отчеты по своему усмотрению в соответствии с указаниями британской МИ-6. Следовательно, в результате, до последнего шах и другие члены Сената были дезинформированы о каждой части полученной информации. Согласно мемуарам сестры шаха, принцесса Ашраф Пехлеви была убеждена, что Фардуст скрывал жизненно важную информацию от шаха, и что Фардуст даже активно вел переговоры с Хомейни.

### Позиция Фардуста в отношенииреволюции 1979 года
До середины 1970-х годов Фардуст ежедневно встречался с шахом, чтобы лично информировать его о ключевых деталях разведывательных отчетов. До сих пор неясно, почему шах не хотел встречаться лично с Фардустом за два-три года до своего падения. Фардуст сохранил свою должность, но теперь был вынужден ежедневно представлять письменные отчеты шаху. Личная дружба, которая связывала шаха и Хоссейна на протяжении многих лет, закончилась. Некоторые из наиболее важных генералов иранской армии какое-то время работали под руководством Хоссейна Фардуста в «Daftar-e Vijeh», в том числе генерал Аббас Карабаги, который в январе 1979 г. был назначен шахом верховным главнокомандующим вооруженными силами Ирана, когда монарх был вынужден покинуть Иран (16 января), и который способствовал успеху революции с его решением не поддерживать утвержденное шахом правительство премьер-министра Шапура Бахтияра. Фардуст, очевидно, использовал последние несколько лет своего пребывания в должности, чтобы установить тесные связи с теми генералами иранских вооруженных сил, которые критиковали шаха и сыграли решающую роль на первом этапе исламской революции в разложении старых властных структур монархии. Сам факт того, что генералы Хоссейн Фардуст и Аббас Карабаги пережили исламскую революцию в целости и сохранности, несмотря на то, что они работали с шахом в течение многих лет, многими исследователями рассматривается как явное свидетельство их причастности к исламской революции. Когда в 1978 году протесты против шаха усилились, офицеры и политики попросили Фардуста, наконец, сделать что-то, чтобы остановить Хомейни, на что Фардуст заявил: "Сейчас совершенно бесполезно что-либо делать. Шах давно нарушает закон. Настало время, чтобы он заплатил за это цену".
Некоторые авторы отмечают, что Фардуст сыграл важную роль в возвращений аятоллы Хомейни из эмиграции и в склонении шахских военных и сотрудников службы безопасности на сторону революционеров.  Именно Фардуст настоятельно рекомендовал генералу Карабаги не подавлять революцию силой.
11 февраля 1979 года на заседании Высшего военного совета Ирана генерал Фардуст не стал противиться решению 26 руководителей вооружённых сил Ирана, заявивших о нейтралитете армии в тех событиях, что происходили в стране в феврале 1979 года.

### Фардуст как глава САВАМА
Несмотря на высокие и важные посты, которые он занимал при шахском режиме, и свои близкие отношения лично с шахом, Фардуст остался в Иране и после свержения монархии. Он был арестован, некоторое время находился в тюрьме, но, ко всеобщему удивлению, не был приговорён к смертной казни. Согласно наиболее распространенным сведениям, Фардуст активно сотрудничал с исламским режимом, основал и до 1985 года являлся главой САВАМА — новой организации безопасности и тайной полиции, ставшей преемницей САВАК.
После свержения шахского режима были опубликованы мемуары генерала Хоссейна Фардуста, в которых он раскрывает особенность правления Мохаммеда Реза Пехлеви, где немалый интерес вызывают данные, которые позволяют вскрыть методы использования получаемых у разведслужб сведений в личных интересах, прежде всего для упрочения своей верховной власти. Хоссейн Фардуст, например, пишет о том, что, получая от него данные относительно фактов казнокрадства, коррупции и других неблаговидных действий среди представителей высшего эшелона власти, шах на них порою не реагировал. На первых порах у генерала это вызывало удивление, поскольку как глава «Имперской инспекции» он вел расследование деятельности определенных лиц или организаций по поручению самого шаха. Но все стало на своё место, когда Фардуст понял, что подобная информация порой использовалась шахом для того, чтобы держать своё близкое окружение и всю политическую верхушку в повиновении и постоянном страхе.
В 1985 году генерал Фардуст был снят со всех постов и заключен в тюрьму в декабре, где ему предъявили обвинение в сотрудничестве с КГБ СССР. 
В апреле 1987 года Фардуст впервые появился на публике во время телевизионного «интервью», где он осуждал режим шаха, его суд, а также царившую в правительстве коррупцию.
В интервью Фардуст заявил, что следователи «Специального бюро сведений» работали в полный рабочий день, чтобы просто отследить коррупционеров в элите шаха. По словам Фардуста, брак, а затем развод шаха с египетской принцессой Фавзия Фуад был устроен англичанами. 
Через три недели после данного интервью (18 мая) правительство объявило, что Фардуст умер от «старости и других естественных причин» .